# 張家邊

## 概況
張家邊社區居民委員會于2002年3月成立，位于广东省中山市火炬开发区中部，是经济商业活动和文化宣传中心，辖区总面积10平方公里，常住人口1.8万人，流动人口6万人。

包括：张一、张二、张三、张四、张五（頃九）、江尾头、窈窕等7个开放式住宅小区，还有盛华园、颐景新城、明珠苑、颐景苑、铂爵山等43个封闭式居民住宅小区。

本地居民通用閩語方言張家邊話（张五村为中山粤语方言沙田话）。

## 简史
据史料记载，南宋咸淳年间，张凤岗一家从南雄珠玑巷逃荒知香山县良都张溪，后迁至此为开村始祖，后张氏族人又迁离张家边。
张家边一带古称东乡，清代以前属永乐乡得能都
清光绪初年，香山县改坊都为镇，张家边村属东镇，
清宣统二年，东镇改为香山县第四区，张家边村属第四区
民国时期称张家边乡
1952年改称张家边村
1956年成立张家边公社
1963年复称张家边乡
1966年改称胜利大队
1983年撤销公社成立张家边区公所，张家边村复称张家边乡属张家边区
1987年张家边乡改称张家边村民委员会
1990年张家边区分出中山港区、中山火炬高技术产业开发区
1993年元张家边区、中山港区、中山火炬高技术产业开发区合并，定名中山港区
1995年中山港区更名为中山火炬高技术产业开发区（国家级）
2002年行政区域调整，窈窕村、江尾头村、张家边村（含顷九村）合并成张家边社区居民委员会

## 外部連結
- 张家边社区动态[永久]
- 中山火炬高技术产业开发政府网